# Sotto copertura
Sotto copertura è una serie televisiva italiana, andata in onda in prima visione su Rai 1 dal 2 novembre 2015 al 6 novembre 2017.

## Trama

### Prima stagione - La cattura di Iovine
Racconta l'attività investigativa che porta all'arresto del capo del Clan dei Casalesi Antonio Iovine per mano del commissario Michele Romano (ispirato alla figura di Vittorio Pisani), capo della squadra mobile di Napoli, aiutato dal suo gruppo composto da Rosanna Croce, Arturo De Luca, Salvo Izzo e Carlo Caputo.

### Seconda stagione - La cattura di Zagaria
Dopo 13 mesi dalla cattura di Antonio Iovine, il nuovo capo del Clan dei Casalesi Michele Zagaria riunisce gli altri camorristi e spiega loro come riorganizzare "'O Sistema" liberandosi una volta per tutte del commissario Michele Romano, senza ucciderlo ma facendolo passare per un corrotto. Il boss è uno spietato uomo d'affari che, dal suo bunker inaccessibile di casa Ventriglia, gestisce i suoi terribili traffici. Romano nelle indagini è sempre aiutato dal gruppo composto dai fidati Arturo De Luca, Salvo Izzo e Carlo Caputo, dal nuovo agente scelto Laura Riccio (ex amante di Izzo che prende il posto dell'ispettrice Rosanna Croce, ora in maternità) e dal vicequestore di Vicenza Francesco Visentin. Quest'ultimo dopo aver perso una collega in servizio: ha dedicato ogni sua energia alla cattura dei latitanti, nel tentativo di riscattarsi. Ma quando un'operazione azzardata di Romano compromette il suo lavoro sulla cattura di Zagaria, Romano chiederà a Visentin di collaborare con la sua squadra. La collaborazione tra i due inizialmente, non sarà così facile.

## Episodi
| Stagione         | Episodi | Prima TV |
| ---------------- | ------- | -------- |
| Prima stagione   | 2       | 2015     |
| Seconda stagione | 8       | 2017     |

Una versione ridotta da 120 minuti della prima stagione è stata mandata in onda, in una sola serata, sabato 10 aprile 2021.
Un'altra versione ridotta, della seconda stagione, è stata invece trasmessa in tre episodi da 120 minuti, sabato 17 aprile, 24 aprile e 1 maggio 2021.

## Produzione
La prima stagione, sottotitolata La cattura di Iovine, è ispirata alla cattura, avvenuta nel 2010, del boss del Clan dei Casalesi Antonio Iovine, interpretato da Guido Caprino.
La serie è stata rinnovata per una seconda stagione, composta da 8 episodi trasmessi in 4 puntate, dal titolo Sotto copertura - La cattura di Zagaria. La seconda stagione è andata in onda dal 16 ottobre al 6 novembre 2017 ed è incentrata proprio sulla cattura di Michele Zagaria (interpretato da Alessandro Preziosi), un altro boss del Clan dei Casalesi, realizzata nel 2011, 13 mesi dopo l’arresto di Iovine.
Prodotta da Rai Fiction e Lux Vide, la serie ha come interpreti principali Claudio Gioè, Guido Caprino, Filippo Scicchitano, Dalila Pasquariello, Antonio Pennarella, Alessandro Preziosi, Bianca Guaccero, Simone Montedoro, Matteo Martari, Erasmo Genzini.

## Colonna sonora
Fa parte della colonna sonora della serie anche il brano Miettice 'a faccia, scritto da Paolo Buonvino e cantato dal rapper Lucariello, che è anche autore del testo.